# 灯台笹駅
灯台笹駅（とだしのえき）は、かつて石川県能美郡辰口町灯台笹（現:能美市灯台笹町）に位置していた、北陸鉄道能美線の駅（廃駅）である。

## 歴史
- 1925年（大正14年）
  - 6月5日：能美電気鉄道により開業。
  - 10月：側線を設置（側線は早い時点で撤去される）[1]。
- 1938年（昭和13年）10月27日（届出）：ホーム擁壁を木造からコンクリートに変更、ホーム長を9m144cmから15mに延伸[1]。
- 1939年（昭和14年）8月1日：金沢電気軌道が能美電気鉄道を吸収合併。
- 1941年（昭和16年）8月1日：北陸合同電気（現在の北陸電力）が金沢電気軌道を合併。
- 1942年（昭和17年）3月26日：事業譲渡により北陸鉄道となる。
- 1980年（昭和55年）9月14日：能美線廃止に伴い廃駅。

## 駅構造
片面ホームの1面1線を有する地上駅であった。ホーム上には待合室があった。終始無人駅だった。
駅裏の山には凝灰岩の採石場があり、側線があった頃には凝灰岩の貨物輸送が行われていたことがあった。

## 現状
鉄道廃止後はサイクリングロードの休憩所に整備され、駅名標も再現されている。ただし、宮竹方は水田の区画整理により旧線跡がわからない。

## 隣の駅
北陸鉄道
能美線
岩本駅 - 灯台笹駅 - 宮竹駅